# Principauté de Liège
985-–1789
1791-–1792
1793-–1795
Entités précédentes :
- Comté de Huy
- Comté de Brunengeruz
- Comté de Hesbaye
- Comté de Moha
- Comté de Looz
- Comté de Horn

Entités suivantes :
- République liégeoise
- République française

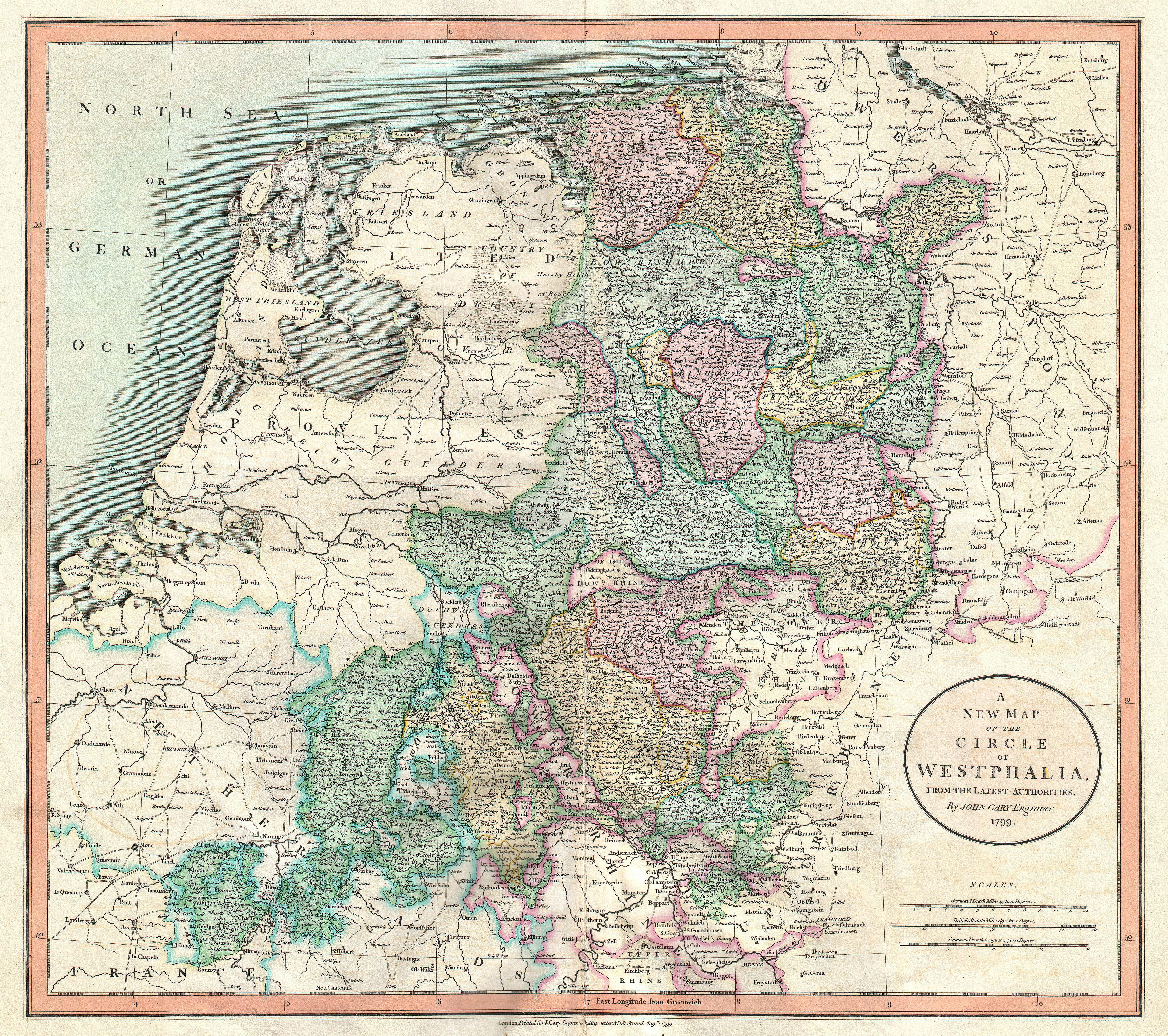
La principauté épiscopale de Liège (en vert) dans le cercle du Bas-Rhin-Westphalie.

La principauté de Liège ou principauté épiscopale de Liège est un État du Saint-Empire romain germanique qui a existé de la fin du Xe siècle à la fin du XVIIIe siècle, ayant pour capitale la ville de Liège. Dans le cadre féodal du Moyen Âge, le prince-évêque de Liège est à la fois le chef religieux du diocèse de Liège et le chef temporel de la principauté, vassal de l'empereur.
C'est en 985, que naît la principauté épiscopale. À cette date en effet, Notger, évêque depuis 972, reçoit au titre du diocèse un fief de l'Empire, le comté de Huy, devenant ainsi prince-évêque;
À la fin du Moyen Âge, la principauté est peu à peu encerclée par les fiefs acquis aux Pays-Bas par les ducs de Bourgogne et se heurte notamment aux ambitions de Charles le Téméraire. Contrairement à la principauté épiscopale d'Utrecht, confisquée par Charles Quint en 1543, la principauté de Liège reste formellement indépendante, mais se trouve de fait sous le protectorat du souverain (Habsbourg) des Dix-Sept Provinces des Pays-Bas, aussi roi d'Espagne à partir de Philippe II. Elle subit les vicissitudes de l'histoire des Pays-Bas espagnols, d'abord la guerre de Quatre-Vingts Ans qui aboutit à la formation des Provinces-Unies (1581), mais se prolonge jusqu'en 1648, puis les guerres menées par Louis XIV dans cette région.
Cet État a existé pendant plus de 800 ans, jusqu'à la formation de la République liégeoise, annexée par la République française en 1795.

## Histoire

### Origines
Liège devient au Xe siècle la capitale d'une principauté épiscopale, grâce à l'action des évêques Éracle, Notger et Wazon. Ses écoles sont célèbres jusqu'au XIIe siècle.

### LeXIIesiècle: efflorescence architecturale et droits fondamentaux
Sept églises collégiales s'élèvent alors dans la ville (Saint-Pierre, Sainte-Croix, Saint-Paul, Saint-Jean, Saint-Denis, Saint-Martin, Saint-Barthélemy) en plus de la cathédrale où est enterré saint Lambert.
Deux abbayes bénédictines s'y ajoutent : Saint-Jacques et Saint-Laurent. Plusieurs églises romanes et de nombreuses pièces d'orfèvrerie (art mosan) témoignent encore aujourd'hui de l'efflorescence de cette époque, en particulier les fonts baptismaux de la ville, conservés aujourd'hui à Saint-Barthélemy.
La charte d'Albert de Cuyck est accordée en 1196.

### Vicissitudes de la fin du Moyen Âge
Entre 1297 et 1335, la chevalerie hesbignonne est quasiment décimée par la guerre des Awans et des Waroux.
Liège tente de résister à l'œuvre unificatrice des ducs de Bourgogne, mais échoue face à Charles le Téméraire le 30 octobre 1468 (échec des six cents Franchimontois). La cité retrouve cependant ses privilèges en 1477, à la mort de Charles.
Le 10 avril 1509, Érard de La Marck, un des plus remarquables prince-évêques, reçoit les droits régaliens de l'empereur Maximilien Ier, qui confirme les privilèges de la principauté octroyés par ses prédécesseurs. Il construit la cour actuelle du palais des princes-évêques de Liège.

### De la guerre de Quatre-Vingts Ans aux guerres de Louis XIV (1568-1714)
La fin du XVIe siècle est difficile pour la principauté, car elle subit les effets de l'insurrection des Pays-Bas contre Philippe II qui débute en 1568, et devient une guerre avec la sécession des Provinces-Unies en 1581. Au XVIIe siècle, ce sont les guerres menées par Louis XIV contre l'Espagne aux Pays-Bas espagnols ou contre les Provinces-Unies (guerre de Hollande) qui génèrent des troubles.

### Problèmes intérieurs: la crise de 1647
Sur le plan intérieur, la vie politique est dominée par l'opposition entre le parti populaire (les Grignoux, défenseurs des droits du peuple) et le parti aristocratique (les Chiroux, partisans du prince). Des journées d'émeutes ont lieu en 1636, lors d'un coup de force des Chiroux, et de nouveau en 1646, quand des rumeurs annoncent que les Chiroux vont truquer les élections grâce à l'intervention des troupes espagnoles.
Les émeutes de 1645 se transforment en révolte.
En 1647, Liège entre en insurrection après que les Grignoux ont remporté les élections[pas clair] et décidé d'interdire l'entrée dans la ville au prince-évêque Ferdinand de Bavière, qui se trouve alors à Visé accompagné de troupes allemandes. Ferdinand décide alors de transférer le siège du gouvernement à Huy et, aidé par son neveu Maximilien-Henri de Bavière, entreprend la reconquête de la cité. Liège subit un bombardement le 12 août 1649 et l'hôtel de ville est brûlé. Les insurgés capitulent le 29 août.
Le 19 septembre, le prince entre dans Liège avec 2 000 cavaliers et 1 000 fantassins, puis suspend la plupart des droits communaux. Le système électoral est aussi en faveur du prince, qui détient dès lors la quasi-totalité des pouvoirs.

### Période des Pays-Bas autrichiens (1714-1795)
En 1714, à la fin de la guerre de Succession d'Espagne, les Pays-Bas espagnols sont cédés par le roi d'Espagne (Philippe V, petit-fils de Louis XIV) à la maison des Habsbourg d'Autriche, dont le chef (Charles VI), est aussi empereur. Dans le cadre d'une réorganisation du Saint-Empire, la principauté de Liège est intégrée en 1716 au cercle de Westphalie tandis que les provinces voisines, désormais Pays-Bas autrichiens, font partie du cercle de Bourgogne.
Le 18 août 1789, la révolution qui a commencé en France en juillet atteint la principauté. Les habitants s'emparent du prince-évêque au château de Seraing et abolissent le règlement de 1684[pas clair].

### Occupations françaises et fin de la principauté (1792-1795)

Blason de Liège sous le Premier Empire.

En avril 1792, la France entre en guerre contre l'Autriche et la Prusse. En août 1792, les Parisiens renversent Louis XVI et la république est instaurée le 21 septembre par la Convention. Les armées françaises attaquent alors les Pays-Bas autrichiens et remportent la bataille de Jemappes (novembre 1792). Une première occupation française a lieu.
Le 7 décembre 1792 ont lieu les premières élections au suffrage universel : tous les habitants (hommes) de plus de 21 ans sont appelés à se prononcer sur le destin de la principauté. 9 700 électeurs participent à ce référendum : 9 660 d'entre eux se prononcent pour le rattachement à la République française, sous réserve[pas clair].
Mais, au début de 1793, plusieurs autres pays entrent en guerre contre la France, dont les armées sont contraintes de battre en retraite. La situation est rétablie au printemps 1794, marquée par la victoire de Fleurus. Les Pays-Bas autrichiens sont de nouveau occupés et annexés unilatéralement (1795), ainsi que la principauté après la bataille de Sprimont, tandis que les Provinces-Unies deviennent la République batave.
La disparition de la principauté est officialisée en 1801 au traité de Lunéville signé entre la République française, désormais dirigée par Napoléon Bonaparte, premier consul, et l'empereur. Un peu plus tard, en 1806, le Saint-Empire est aboli : François II du Saint-Empire devient l'empereur d'Autriche François Ier.
Le congrès de Vienne tenu en 1815 ne permit pas le rétablissement de la principauté dans ses droits : ce fut le fait des vainqueurs de Napoléon, qui établirent le royaume uni des Pays-Bas.

## Institutions

### La principauté et le Saint-Empire
Le diocèse de Liège est un territoire du Saint-Empire du fait que le traité de Verdun (843) a partagé l'Empire carolingien en plaçant sur l'Escaut une des frontières du royaume de Francie occidentale. Lorsque le Saint-Empire est créé en 962, Liège en fait donc partie, tout comme Valenciennes, Bruxelles et Anvers, tandis que les territoires de Flandre sont français (jusqu'au traité de Madrid de 1526).
Il est compris dans le cercle de Westphalie à partir de 1716, cercle duquel il a tenté de se détacher en 1717 pour avoir une existence libre mais qu'il a réintégré en échange de libertés accrues[pas clair].
Le prince ne devient apte à gouverner qu'après avoir reçu l'investiture de l'empereur. Il siège au collège des princes ecclésiastiques de la Diète.
Le pays est soumis au subside impérial. Ce dernier consiste en un contingent de fantassins et de cavaliers équipés. En 1717, il est fixé à 826 florins par mois.
La Chambre impériale et le Conseil aulique sont supérieurs aux juridictions liégeoises. Cependant, à partir de 1717, les constitutions et coutumes de l'Empire ne sont applicables que pour autant qu'elles ne soient pas contraires aux lois, statuts et usages liégeois.

### Constitution de la principauté
Le concept de constitution n'est pas à comprendre au sens juridique actuel d'un document juridique global, elle se compose pour l'essentiel de règles non codifiées et de traditions.
L'exercice des différents pouvoirs a évolué au cours de l'histoire, à la suite de nombreuses guerres et autres Paix, comme la paix de Fexhe.

### Lois fondamentales
Les lois et les textes qui ont fait partie de la constitution principautaire ont été élaborés au cours de différents siècles et leur reconnaissance en tant que lois faisant partie intégrante de la constitution n'a pas été générale. Toutefois, certaines d'entre elles peuvent être désignées comme étant des lois fondamentales.
La principale norme écrite de droit public est la paix de Fexhe du 18 juin 1316. Elle détermine et limite les attributions du gouvernement central et elle définit certaines libertés fondamentales.
- 1066 : charte de Huy.
- 1196 : charte d'Albert de Cuyck (droits civils consacrés par la coutume).
- 1287 : paix des Clercs et Loi muée des chanoines et des bourgeois (égalité des peines, peine du talion, preuve par témoignage).
- 1313 : paix d'Angleur.
- 1316 : paix de Fexhe (la loi ne peut être modifiée par le prince qu'avec l'accord des trois États).
- 1343 : lettre des Vingt-Deux (elle établit le tribunal des XXII) ; le système ne sera stabilisé qu'en 1376, après 4 paix des XXII.
- 1424 : deuxième régiment de Heinsberg (fixe la procédure électorale pour éviter les abus, mais les élections directes deviennent indirectes).
- 1649 : règlement de 1649 (suppression de la plupart des droits politiques).
- 1789 : Déclaration des droits de l'homme et du citoyen de Franchimont.

### Pouvoir législatif
Après la paix de Fexhe en 1316, le pouvoir législatif du pays fut partagé entre le Prince et un parlement tricaméral, représentant chacun des trois états.
La population est en effet divisée en trois classes, chacune représentée par un état. Chaque classe a ses prérogatives, ses privilèges et ses franchises. Les trois états sont l'état primaire, l'état secondaire ou noble et l'état tiers.

#### Composition des états

##### L'état primaire
L'état primaire est l'ordre du clergé catholique.
L'assemblée qui représente l'ordre primaire est le Chapitre de Saint-Lambert, il est composé des cinquante-neuf chanoines de la cathédrale Saint-Lambert.
Lorsque le siège du prince était vacant, il exerce à partir de 1688 les pouvoirs de ce dernier en attendant l'élection d'un nouvel évêque. Dans les faits, cet état faisait souvent alliance avec le prince, lequel en était issu.

##### L'état secondaire
L'état noble est présidé par le lieutenant des fiefs, c'est-à-dire le président de la Cour féodale. Ses membres ont le droit exclusif d'être revêtus des hautes charges civiles à la nomination du prince (grand-mayeur de la Cité, président de la Cour féodale, grand-baillis, etc.). Cependant, les conditions d'admission dans cet état sont très restrictives et très peu de seigneurs parviennent à y être intégrés. De plus, des seigneurs étrangers achetaient quelques terrains sur le territoire de la Principauté dans le seul but d'avoir accès à ce conseil et d'y défendre leurs intérêts personnels.

##### L'état tiers
L'état tiers représente la bourgeoisie. Il est composé des bourgmestres des Bonnes Villes et « n'a pris quelque consistance que vers 1250, lorsque, sous Henri de Gueldre et sans opposition de la part de ce prince, les Liégeois, se lassant du joug pénibles des Échevins, se donnèrent des magistrats. »

#### Journées d'état
Les « Journées d'état » sont convoquées par le prince. Elles durent en principe 10 jours, et se tiennent ordinairement deux fois par an, ou plus si l'urgence ou l'importance des affaires l'exige. Pendant les Journées d'état, les membres des états sont inviolables.
Les états sont notamment compétents pour voter l'impôt, approuver les traités, approuver la levée des troupes, disposer des principaux offices publics, voter les lois.
Le chancelier ouvre la séance de chaque état en exposant les propositions du prince. Chaque état a le droit de faire des propositions et d'interpeller le chancelier. Chaque état prend des résolutions ou recès à la pluralité des suffrages sur les propositions du prince. Si les recès des trois états sont uniformes, ils représentent le « Sens du pays , c'est-à-dire de la volonté de la nation. Le prince publie les recès uniformes.
Une fois arrêté par les états et promulgués par le prince, les recès deviennent des édits. Ces édits sont rédigés en français et publiés sur le Perron. Du jour de leur publication, les édits ont force de loi dans tout le Pays.

#### Les députés du prince et de ses états
En dehors des Journées d'état, les affaires courantes sont traités par la députation réunie des trois états.
Ces députés sont au nombre de quatorze. Les deux bourgmestres de Liège sont députés de droit et font partie de l'état tiers. Les autres députés sont choisis par les états en leur sein, à raison de quatre députés par état. Les quatre députés de l'état tiers sont pour moitié issus de villes françoises et pour moitié de villes thioises. En plus de ces quatorze députés, trois membres du Conseil privé du prince assistent aux séances mais n'ont que des voies consultatives.
Les députés de l'état primaire sont désignés pour trois ans, ceux de l'état noble pour sept ans et ceux de l'état tiers pour une année.
Les députés se réunissent au moins trois fois par semaine. Lorsqu'ils se réunissent avec les membres du Conseil privé, on parle de séance Jointe ou Junte.

### Le pouvoir exécutif

#### Le prince
Le chef de l'État est le prince-évêque. Le prince-évêque est vassal de l'empereur et subordonné au pape. Il exerce ses fonctions conformément aux lois.
Le prince-évêque est élu par le chapitre de Saint-Lambert en son sein. Pour être élu, il faut obtenir deux tiers des suffrages des électeurs présents. L'élu doit ensuite obtenir confirmation du Saint-Siège avant d'être investi comme prince par l'empereur. Une fois investi, l'élu prête serment dans le chœur de la cathédrale de gouverner suivant les lois, privilèges et usage du Pays. Enfin, il signe cette capitulation dressée par le chapitre cathédral et est reconnu et acclamé prince-évêque.
Le prince n'a d'autres prérogatives que celles que les paix lui attribuent. Il les exerce conformément à ces paix avec le concours de ministres responsables. Selon la paix de Fexhe, il est chargé d'assurer l'ordre public et de poursuivre ceux qui l’enfreignent. Il envoie et reçoit les agents diplomatiques. Il a un droit de grâce mais qui ne s'étend pas aux réparations civiles. Il ne peut ni suspendre la loi ni en empêcher l'exécution.
Dans toutes les affaires qui ne sont pas du ressort des états, le prince doit prendre l'avis du chapitre cathédral.
Le prince est inviolable dans sa personne et dans ses biens.
Lorsque le siège du prince tombe en vacation, les états élisent un mambour. À partir de 1688, c'est le chapitre cathédral qui exerce les pouvoirs du prince lors de la vacation.

#### Le Conseil privé
Le Conseil privé du prince est le gouvernement de la Principauté. Ses membres sont choisis par le prince-évêque. Le Conseil ne s'occupe pas des questions religieuses.
Il est présidé par un chancelier, lequel est un chanoine de la cathédrale. Le grand-mayeur et deux échevins de Liège en sont membres de droit.
Le Conseil privé est chargé de la gestion de tout ce que la loi abandonne au pouvoir du prince, en matière d'administration publique et de police générale. Les actes du Conseil privé sont vidimés par le chancelier qui s'en rend ainsi responsable.

#### Le Consistoire synodal
Le Consistoire synodal est le département du culte de l’évêché.
Il est présidé par un vicaire-général.

### Le pouvoir judiciaire

#### Chefs du pays
La Souveraine Justice des Échevins de Liège, la Cour féodale et la Cour allodiale sont les trois juridictions qui sont considérées comme les trois chefs du pays.

##### Souveraine Justice des Échevins de Liège
La Souveraine Justice des Échevins Liège, appelée également Haute Justice de Liège, Souveraine Justice de Liège ou simplement Échevins de Liège, est un des tribunaux les plus importants de la principauté de Liège exerçant une juridiction étendue, comparable à certains égards à celle du Grand Conseil de Malines dans les Pays-Bas espagnols puis autrichiens. La Souveraine Justice de Liège était la juridiction compétente au niveau civil en matière réelle et personnelle et au niveau pénal. Selon le cas, la cour jugeait en première instance, en appel ou en rencharge à l'échelle de la principauté. La Cour des Échevins de Liège est la cour de justice seigneuriale de l'évêque agissant en qualité de seigneur de Liège.
En matière criminelle, les échevins de Liège jugeaient souverainement et sans appel. Il en fut de même, à l'origine, en matière civile. Mais à partir de 1531, leurs arrêts purent être déférés à une juridiction nouvelle, le Conseil ordinaire, spécialement créé à cet effet.

#### Tribunal des XXII
Le pouvoir du tiers état fut encore renforcé le 2 décembre 1373 (paix des XXII) : les fonctionnaires et conseillers du prince étaient responsables devant le tribunal des XXII, dont les décisions étaient souveraines. Ce tribunal était composé de 4 chanoines du chapitre, 4 chevaliers et 14 représentants des Bonnes Villes.

## Démographie
À la fin du XVIIIe siècle, la population de la principauté de Liège se monte à 380 000 habitants environ. La densité est autour de 66 habitants/km2. La part de la population urbaine atteint 122 619 habitants, soit un taux d'urbanisation de 32 %.

## Territoire de la principauté

Armoiries de la principauté de Liège.

La principauté de Liège était enclavée dans les Pays-Bas méridionaux. Elle s'étendait le long de la Meuse belge, à l'exception de la région de Namur, de Dinant jusqu'au territoire du comté de Looz. Elle divisait donc en deux les Pays-Bas autrichiens, isolant le Luxembourg et l'ancien Limbourg des autres Pays-Bas : Bouillon constituait la pointe sud de la Principauté, tandis que Hamont en était la pointe nord. À la fin de l'Ancien Régime, le territoire couvrait environ un cinquième de la Belgique actuelle. Celui-ci n'est pas à confondre avec le territoire du diocèse de Liège.

### Composition du territoire
La principauté était constituée de différentes seigneuries : les comtés de Huy (depuis 985), de Brunengeruz (depuis 987), de Hesbaye (depuis 1040), de Moha (depuis 1213), de Looz (depuis 1366) et de Horn (depuis 1576 et 1614) ; le château de Bouillon (depuis 1096) ; la seigneurie (puis marquisat) de Franchimont (depuis 1014), celle de Malines (depuis 910).
Le duché de Bouillon, qui inclut l’abbaye de Saint-Hubert, s’émancipe progressivement à partir de la fin du Moyen-Âge et jusqu’à son indépendance en 1676, vis-à-vis de la principauté. Le prince-évêque codirige par ailleurs la seigneurie de Maastricht, avec le Brabant depuis 1204, puis avec les Provinces-Unies, depuis les traités de Westphalie de 1648, la République y ayant repris les droits brabançons. Enfin, la principauté abbatiale de Stavelot-Malmédy dépendent également du prince-évêque de Liège.
Les armoiries des territoires de la principauté étaient reprises sur son blason, dont celui de l'actuelle province de Liège n'est qu'un remaniement. 

Écartelé : au chef dextre, de Bouillon ; au chef senestre, de Franchimont ; à la pointe dextre, de Looz ; à la pointe senestre, de Horn ; sur le tout de Liège.

### Divisions administratives

Bonnes villes de la principauté de Liège.

La principauté de Liège était divisée en 15 quartiers (5 en banlieue de Liège et 10 hors de la banlieue). Elle comptait 23 « Bonnes Villes » et possédait des seigneuries allodiales appartenant au patrimoine de Saint-Lambert (indépendantes du prince et des 3 états).
- Capitale : Liège

- Bonnes Villes, par ordre alphabétique :
  - villes « françoises »[b]: Châtelet, Ciney, Couvin, Dinant, Fosses-la-Ville, Huy, Liège, Thuin, Verviers, Visé, Waremme.
  - villes « thioises »[c]: Beringen, Bilzen, Brée, Hamont, Hasselt, Herck-la-Ville, Looz, Maaseik, Peer, Saint-Trond, Stokkem, Tongres.

- Quartiers, par ordre alphabétique :
  - quartiers « de banlieue » : Amercœur, Avroy, Sainte-Marguerite, Sainte-Walburge et Saint-Léonard.
  - quartiers « hors-banlieue » : Amont, Condroz, Entre-Sambre-et-Meuse, Franchimont, Hesbaye, Horn, Looz, Moha, Montenaken, Stokkem.

- Seigneuries allodiales : selon les tableaux de la Cour allodiale, il en existait 62. Toutes n'étaient pas d'importance, et certaines n'étaient même que de simples dépendances.
  - parmi les seigneuries importantes, on retrouve la baronnie de Grâce et les seigneuries « banneresses » (avec une bannière) de Berloz, Fallais, Haneffe, Ordenge et Wideux (près d'Hasselt ?).
  - quoique de moindre importance, on peut également citer Fraiture, Geer, Jemeppe-sur-Meuse, Oleye, Grand-Axhe, Rocourt, Saive…